# サン＝ピエール島
サン＝ピエール島 （L'île Saint-Pierre）は、フランス領の島。サンピエール島・ミクロン島を構成する島の1つ。北大西洋、ニューファンドランド島の南に位置する。

## 由来
1536年6月、島を訪れたジャック・カルティエがIsle Sainct Pierreと命名した。名前のもととなるペテロ（フランス語名ピエール）は漁師の守護聖人である（アンドレ、パドヴァのアントワーヌ、ミラのニコラ、ヴェローナのゼノンも同様である）。

## 地理

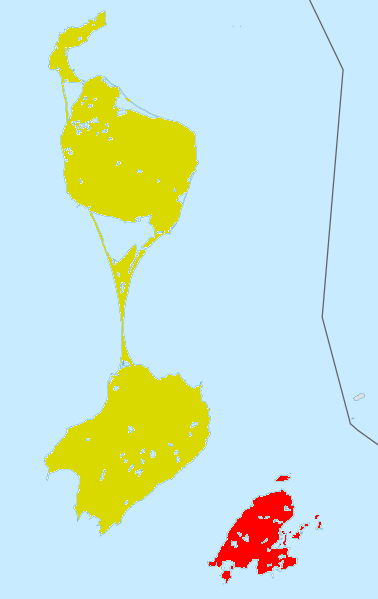
赤い部分がサン＝ピエール島

サン＝ピエール島は、隣のミクロン島とは異なり、島の北西を約5.5kmの海峡ラ・ベで隔てられており、比較的外海から保護された自然港をもっている。サン＝ピエールがテル＝ヌーヴ有数の漁港となったのはこの位置のおかげである。
島は火山から誕生しているが、島を構成する岩層は非常に古い。北にあるグラン・コロンビエ、マラン、ヴァンクール、ピジョンといった無人島や、東側を数多くの小島や岩で囲まれている。サン＝ピエールの町は、鎖状の丘陵のふもと、島東部にある港の周り、海岸平野に位置している。

## 歴史
島に関する最初の言及は、1536年に立ち寄ったジャック・カルティエからのものである。

## 行政
サン＝ピエール島には、首府であるサン＝ピエールがあり、ミクロン島にあるミクロン＝ラングラードとともにサンピエール島・ミクロン島を構成している